# Azaque

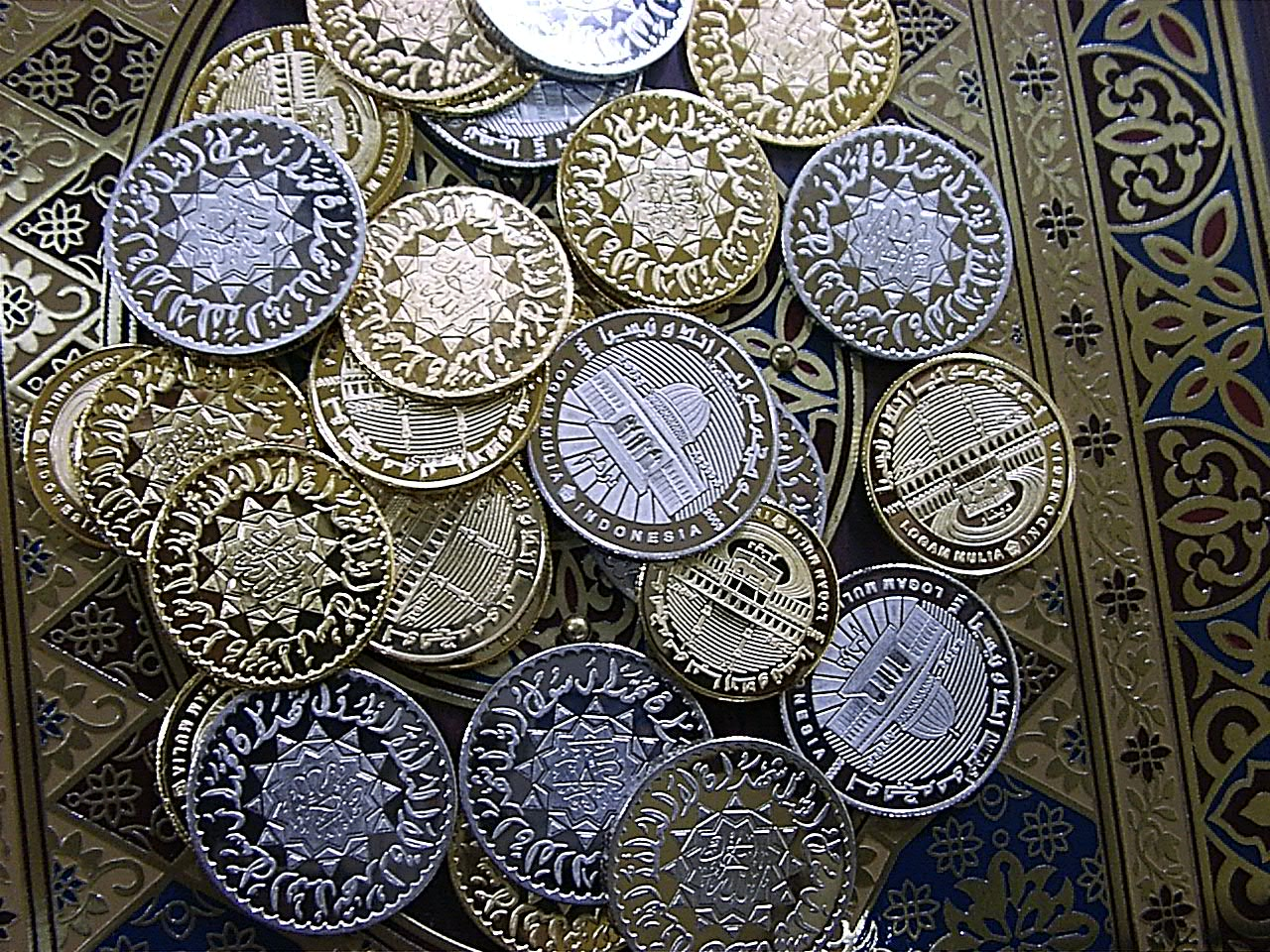
Monedas de oro y plata que pueden ser utilizadas para la caridad del azaque

El azaque o zakat (en árabe: زكاة‎, «aquello que purifica», transcrito generalmente como zakaat o zakah; en turco, zekât) es el tercero de los cinco pilares del islam. Es una proporción fija de la riqueza personal que debe tributarse para ayudar a los pobres, necesitados y diversos destinos benéficos. Su significado literal es «crecer (en bondad)», «incrementarse», «purificarse», «hacer lo puro». Está prescrito en el Corán. En ocasiones, dado que el arabismo «azaque» no es muy conocido, en castellano se llama al azaque «limosna», aun cuando el concepto no es exactamente el mismo.

## Objetivos del azaque
Según algunas interpretaciones, entre los objetivos más destacados del azaque se encuentran:
- Agilizar la economía nacional;
- Garantizar la fluidez y la rapidez de la circulación monetaria;
- Incitar a la inversión económica;
- Impedir la inflación y el desempleo;
- Crear un ambiente de solidaridad basado en el derecho, y no en la bondad, entre los ricos y pobres.

La pregunta más importante sobre el zakat es dónde puede una persona pagar el zakat pagado beneficiaría a la persona adecuada y contribuiría a la economía del zakat. Algunos académicos musulmanes no están de acuerdo en que los pobres que no sean mulsumanes reciban beneficios del azaque. Algunos estiman que solo se debe beneficiar a una persona que no sea musulmana cuando no quede ningún musulmán en necesidad. El azaque puede ser utilizado para financiar la Yihad para lograr la vía de Alá.
Para que los bienes sean deducibles, tendrán que reunir dos condiciones básicas:
- (an-nisáb) mínimo imponible, a partir del cual se deduce el azaque.[9]
- (al-ḥawl) tiempo de tenencia, que es el período que se cuenta para deducir el azaque, más conocido como año financiero. El bien tasado debe ser propiedad de la persona durante todo ese período.[9]